# Новоросійськ (авіаносний крейсер)
Новоросійськ (рос. Новороссийск) — радянський авіаносний крейсер проєкту 1143.3 (шифр «Кречет», англ. Kiev class за класифікацією НАТО), які інколи називають «радянськими авіаносцями». Третій корабель базового проєкту 1143, побудований у 1982 році на Чорноморському суднобудівному заводі в Миколаєві. Входив до складу Тихоокеанського флоту. Після розпаду СРСР корабель був проданий Російською Федерацією на злом в Корею.

## Бойове призначення
Авіаносні крейсери проєкту 1143 призначені для надання бойової стійкості оперативним з'єднанням військово-морського флоту у віддалених районах Світового океану. Їхнім завданнями є:
- прикриття корабельних з'єднань від ударів з повітря, їхня протичовнова і протикорабельна оборона;
- забезпечення бойової стійкості ракетних підводних човнів стратегічного призначення в районах бойового патрулювання;
- забезпечення розгортання підводних човнів в районах бойового призначення;
- прикриття морської ракетоносної, протичовнової та розвідувальної авіації в зоні досяжності корабельної винищувальної авіації;
- пошук і знищення ракетних підводних човнів противника у складі угруповань різнорідних протичовнових сил;
- ураження угруповань надводних кораблів противника;
- забезпечення висадки морських десантів;
- нанесення ударів по важливим наземним об'єктам противника.

## Історія проєктування і будівництва
В СРСР ідея застосування літаків вертикального зльоту і посадки (ЛВЗП) як палубного літака виходила від секретаря ЦК КПРС Дмитра Федоровича Устинова, який координував на цій посаді роботу наукових установ, конструкторських бюро та промислових підприємств оборонно-промислового комплексу. Командування Військово-Морським Флотом, і особисто командувача ВМФ СРСР Сергія Горшкова, перспектива отримання флотом авіаносних кораблів цілком влаштовувала. В результаті Невським проєктно-конструкторським бюро у Ленінграді був розроблений проєкт 1143 важкого протичовнового крейсера, який мав на озброєнні літаки вертикального зльоту. За проєктом було збудовано два важкі протичовнові крейсери (у 1977 році перекласифіковані у важкі авіаносні крейсери) «Київ» (спущений на воду 26 грудня 1972) і «Мінськ» (спущений на воду 30 вересня 1975).
«Новоросійськ», закладений 30 вересня 1975, починав будуватися за модернізованим проєктом 1143М. Головним конструктором проєкту (1973–1977) був Аркадій Васильович Маринич. Скорочений техпроєкт 1143М був розроблений в січні і затверджений ВМФ і МСП у липні 1975 року. На крейсері передбачалося базування 28 штурмовиків вертикального зльоту Як-38 та/або протичовнових вертольотів Ка-25ПЛ і двох рятувальних вертольотів Ка-25ПС. За рахунок зменшення зазорів між літальними апаратами їх число в ангарі збільшувалося до 24 одиниць. Ще шість машин планувалося розмістити на технічній позиції польотної палуби. При необхідності в ангарі з деякими обмеженнями розміщувалися 30 літальних апаратів. Обхідний місток в районі правого борту виконувався на 1,2 м нижче ніж на попередниках. З корабля знімалося торпедне озброєння, а гідроакустичні станції «Оріон» і «Платина» замінювалася на автоматизований гідроакустичний комплекс «Поліном». Для посилення ППО корабля його передбачалося оснастити двома строєними модулями ЗРК «Кинджал» замість «Оса-М» і ракетно-артилерійськими комплексами «Кортик» замість АК-630М. В ході будівництва було прийняте рішення забезпечити базування на кораблі вже 36 літальних апаратів: 16 Як-38, 18 протичовнових Ка-27 і двох рятувальні Ка-25ПС. Оговорювалася можливість базування перспективних палубних винищувачів вертикального зльоту і посадки Як-141, штурмовиків Як-38 і вертольотів Ка-25/27 трьох модифікацій (протичовновому, пошуково-рятувальному і радіолокаційного дозору).
У травні 1978 року, коли корабель вже знаходився у високому ступені стапельних робіт і готувався до спуску на воду, був затверджений технічний проєкт 1143.3, розроблений у грудні 1977 року Василем Федоровичем Анікіевим (головний конструктор «Новоросійська» з 1977 до 1982 року). 26 грудня 1978 року «Новоросійськ» був спущений на воду і поставлений на добудову. Зовнішній вигляд корабля в порівнянні з попередниками змінився незначно, хоча перепланування загального розташування було дуже істотним і охоплювала до 40% загального числа корабельних приміщень, в яких за результатами повторного коригування проєкту було проведено демонтажні та монтажні роботи. Іншу форму мала передня кромка малого спонсона, розташованого в ніс від кутової палуби — на ній був відсутній характерний для перших двох кораблів подвійний уступ. На верхній палубі також встановили вирівнюючі пристрої — три вертикальних екрани для випрямлення повітряних потоків. На «Новоросійську» в порівнянні з «Києвом» і «Мінськом» в півтора рази було збільшено авіаційного пального за рахунок ліквідації погреба запасних ракет комплексу П-500.

## Випробування і бойова служба
З 1 вересня до 27 грудня 1981 року відбулися швартові випробування «Новоросійська». Після заселення екіпажу 15 листопада 1981 року, 5 січня 1982 корабель здійснив перехід у Севастополь, де з 29 січня по 12 квітня проходив заводські ходові випробування. Головним відповідальним здатчиком корабля був призначений головний будівник корабля Ігор Миколайович Овдієнко, а його заступником — старший будівник Георгій Іванович Журенко. У випробуваннях корабля брали участь 1500 робітників здавальної команди ЧСЗ. Після заводських випробувань, з 12 квітня до 28 травня проходив державні випробування в полігонах бойової підготовки Чорноморського флоту. За час держвипробувань літаки Як-38 і Як-38У виконали 112 польотів з палуби корабля, вертольоти Ка-27 — 108, Ка-25 — 51, Мі-6 — 10 і Мі-8 — 139 польотів (у квітні на палубу впав Ка-27, один матрос загинув). 24 листопада «Новоросійськ» був включений до складу Тихоокеанського флоту.
Незважаючи на приналежність до Тихоокеанського флоту, «Новоросійськ» перший час виконував завдання у складі Чорноморського флоту. У січні-березні 1983 року він перебував у Феодосійському морському полігоні, де тривали випробовування різних систем озброєння. 14 травня — 7 червня з групою кораблів здійснив перехід в Сєвєроморськ (Північний флот). На Півночі він взяв участь у навчаннях «Містраль-83» і «Океан-83» . 17 жовтня 1983 року розпочав перехід з Сєвєроморська навколо Європи, Африки та Азії на Тихий океан до місця постійного базування. На шляху загін бойових кораблів здійснив заходи до Луанди (Ангола), Мапуту (Мозамбік) і Мадраса (Індія), за час переходу пройшов 23 258 миль, літаки виконали 600 польотів, один Як-38 був втрачений. До бухти Абрек (Владивосток) корабель прибув 27 лютого 1984 року.
У 1984 році «Новоросійськ» брав участь в навчаннях «Блакитна стріла» і «Довга осінь». У березні-квітні 1985 року — в оперативно-тактичних навчаннях флоту в районі Гавайських островів. 12-16 травня 1988 року з групою кораблів здійснив візит до порту Вонсан (КНДР). Останній похід «Новоросійська» відбувся в травні 1991 року. Всього за період служби з його палуби було виконано 1900 польотів літаків і 2300 польотів вертольотів.
У 1991 році крейсер був поставлений на відстій в бухті Постова поблизу Совєтської Гавані. У січні 1993 року в машинному відділенні корабля сталася пожежа. Корабель був поставлений в док, але 30 червня 1993 року було прийнято рішення про його роззброєння і виключення зі складу ВМФ СРСР. 31 серпня 1994 року екіпаж «Новоросійська» розформований і він переданий ВФМ для розборки на метал.
Питання про продаж «Новоросійська» й однотипного «Мінська» постало під час візиту російського президента Бориса Єльцина до Пекіна у 1992 році. За згоди Єльцина, уряд КНР дипломатичними каналами направив офіційний запит щодо придбання «вживаних авіаносців Тихоокеанського флоту», але, вважається, що в переговорний процес встряли західні політики, які зруйнували плани і Росія була змушена відмовитись від продажу авіаносних крейсерів Китаю. Тим не менше, 6 жовтня 1994 року фірма АТ «Компас», яка отримала від міністерства оборони Росії право на продаж кораблів, і південнокорейська компанія Yang Distribution Corp. підписали угоду про продаж кораблів на злом відповідно за 4,3 та 4,5 млн доларів США. Наприкінці 1995 року «Новоросійськ» відбуксирували у південнокорейський порт Пусан, де розібрали на метал.